# Senior Tourschool
De Tourschool voor de Europese Senior Tour bestaat sinds 1993.
Ieder najaar wordt de Tourschool georganiseerd voor golfers die willen proberen zich te kwalificeren voor de Senior Tour van het komende jaar. De Tourschool wordt in twee etappes gespeeld, de Stage 1 en de Final Stage. De eerste ronde (Stage 1) bestaat uit 36 holes, de laatste ronde (de Finals) bestaat uit de beste 72 spelers die 72 holes spelen. De eerste jaren werd de Tourschool gespeeld op Collingtree Park, sinds 2001 op de Pestana Golf Resort in Portugal. 
In 2009 waren (Rinus van Blankers, Pieter Kreft en Roy Vanderloop) de eerste Nederlanders die probeerden zich te kwalificeren voor de Senior Tour.

In 2010 speelden 168 de Stage 1 op Gramacho- en Silves Course, 72 spelers gingen door naar de Final Stage. Er deden geen Nederlanders of Belgen mee. Vanaf toen werden zowel de kwalificatie {Stage 1) als de Final Stage op Pestana gespeeld.

Voorheen was de Tourschool in het einde van het jaar, vanaf 2012 wordt hij in de laatste week van januari gespeeld. Slechts zes spelers zullen een volle kaart krijgen, terwijl acht spelers in een lagere categorie een plaats krijgen.

## Winnaars
| Jaar | Baan                      | Winnaar                                    | Score                                      | Score                                      |
| ---- | ------------------------- | ------------------------------------------ | ------------------------------------------ | ------------------------------------------ |
| 1993 | Collingtree Park          | Renato Campagnoli                          |                                            |                                            |
| 1994 | Collingtree Park          |                                            |                                            |                                            |
| 1995 |                           |                                            |                                            |                                            |
| 1996 |                           |                                            |                                            |                                            |
| 1997 |                           | Michael Slater                             |                                            |                                            |
| 1998 | Golf d'Hardelot           |                                            |                                            |                                            |
| 1999 | Gloria Golf Resort, Belek | Jay Horton                                 | 209                                        | -7                                         |
| 2000 | PGA Golf de Catalunya     | Jay Dolan III                              | 212                                        | -4                                         |
| 2001 | Pestana Golf Resort       | Steve Stull                                | 265?                                       | -16                                        |
| 2002 | Pestana Golf Resort       | Horacio Carbonetti                         |                                            |                                            |
| 2003 | Pestana Golf Resort       | Bruce Heuchan                              | 270                                        | -6                                         |
| 2004 | Pestana Golf Resort       | Bob Boyd                                   | 265                                        | -15                                        |
| 2005 | Pestana Golf Resort       | Stewart Ginn                               |                                            |                                            |
| 2006 | Pestana Golf Resort       |                                            |                                            |                                            |
| 2007 | Pestana Golf Resort       | Bob Larratt                                |                                            |                                            |
| 2008 | Pestana Golf Resort       | Bertus Smit Jimmy Heggarty                 | 277 277                                    | -7                                         |
| 2009 | Pestana Golf Resort       | John Harrison                              | 270                                        | -14                                        |
| 2010 | Pestana Golf Resort       | Tim Thelen                                 | 275                                        | -9                                         |
| 2011 | Pestana Golf Resort       | niet gespeeld wegens verandering van datum | niet gespeeld wegens verandering van datum | niet gespeeld wegens verandering van datum |
| 2012 | Pestana Golf Resort       | Dick Mast                                  | 270                                        | -14                                        |
| 2013 | Pestana Golf Resort       | David James                                | 274                                        | -10                                        |
| 2014 | Pestana Golf Resort       | Andrew Murray                              | 276                                        | -8                                         |

### Nederlandse en Belgische spelers
Buitenlandse spelers die lid zijn van PGA Holland of PGA België worden ook genoemd.
| Jaar               | 2009 | 2010 | 2011 | 2012 | 2013 | 2014 |
| ------------------ | ---- | ---- | ---- | ---- | ---- | ---- |
| Rinus van Blankers | +    | =    | =    | =    | +    | +    |
| Eric De Doncker    | =    | =    | =    | =    | +    | +    |
| Tim Giles          | =    | =    | =    | =    | +    | F    |
| Pieter Kreft       | +    | =    | =    | =    | =    | =    |
| Jonas Saxton       | =    | =    | =    | =    | F    | F    |
| Willem Swart       | =    | =    | =    | =    | =    | +    |
| Rob Tol            | =    | =    | =    | =    | +    | +    |
| Roy Vanderloop     | +    | =    | =    | =    | =    | =    |

=: niet gespeeld, +: meegedaan aan Stage 1, niet gekwalificeerd voor Final Stage, F = Finals gehaald maar geen tourkaart